# Pauvreté en milieu rural en France
Sur le territoire français, les espaces ruraux sont définis par l’INSEE comme l’ensemble des communes n’étant pas sous l’influence directe des grandes villes. Ces communes représentent 70 % de la superficie du territoire métropolitain et les deux tiers de ses communes. En comparaison aux espaces urbains, la faible densité de population en milieu rural, ainsi que des phénomènes de sous-équipement en commerces, services publics et infrastructures  sont susceptibles de contribuer à l’exclusion sociale des populations y résidant.

## La pauvreté en milieu rural en chiffres
Au milieu des années 2000, le taux de pauvreté en milieu rural est supérieur à celui en milieu urbain : 13,7% dans les campagnes contre 11,3% en ville. Cependant ces chiffres généraux ne prennent pas en compte la diversité des espaces urbains et ruraux. Certaines campagnes sont en effet plus fragiles que d’autres en raison d’une conjonction de facteurs de pauvreté.
Ce type de données renseigne sur la pauvreté monétaire, qui influence les conditions de vie. Une analyse de la pauvreté doit aussi prendre en compte une pauvreté contextuelle, relative: pauvreté d'existence, sentiment de pauvreté, isolement social.

### Facteurs de la pauvreté rurale
L’éloignement géographique aux services publics (infrastructures comme les hôpitaux ou maternités, les écoles/lycées, les bureaux de poste, les tribunaux, les préfectures), qui tend à se renforcer avec les fermetures de ces services (phénomènes de désertification) contribue à une relégation des espaces ruraux : on parle par exemple de déserts médicaux. La question des services privés de proximité (supérettes, bureaux de tabac) se pose aussi : le terme de désert alimentaire a ainsi été forgé. Les populations présentent subissent ainsi des phénomènes d’éloignement géographique dont pâtissent aussi les nouveaux pauvres, qui s’installent dans les espaces ruraux fragiles du fait de l’immobilier souvent moins cher que dans les espaces urbains.

### Traductions sociales de la pauvreté rurale
En France, les études sociologiques portant sur la pauvreté en milieu rural abordent la question de la santé et du logement, pour constater par exemple un moindre niveau de confort. Elles étudient par ailleurs les effets concrets de la déstructuration des sociétés paysannes sur les communautés locales, à partir de témoignages recueillis sur le terrain . Ces études traitent aussi du rapport à l’emploi et mettent fréquemment en lumière une précarité professionnelle accrue, y compris parmi les jeunes générations et des familles récemment installées à la campagne .
Les comportements de consommation (essence pour l’utilisation d’un véhicule, alimentation) peuvent également être influencés par une pauvreté monétaire.
Enfin, le sentiment de solitude, d’abandon, et d’éloignement est souvent cité. Les positions des chercheurs ou experts vis-à-vis de la pauvreté rurale sont diverses. Pour le géographe Christophe Guilluy, les classes moyennes appauvries des campagnes seraient dans l’angle mort d’une mondialisation dont elles ne profitent pas, contrairement aux grandes métropoles. Cette exclusion se traduit au travers de sentiments d’abandon ou d’isolement exprimés par des formules comme la France des invisibles ou France des oubliés. Il reviendrait aux espaces ruraux d’inventer un modèle social alternatif.Pour Laurent Davezies, il s’agit moins d’une confrontation entre villes et campagnes que du découplage de deux types d’espaces appelés à fonctionner de façon complémentaire.

## Combattre la pauvreté en milieu rural

### Politiques publiques

#### Échelle européenne
Le programme LEADER+ est destiné à soutenir les espaces ruraux, sans distinction de fragilité ou de vulnérabilité, qui répondent à un appel à projets en déposant un dossier de candidature.
Le fond FEDER prend en compte des critères tels que l’insularité ou le produit intérieur brut pour calculer ses dotations.
Le deuxième pilier de la politique agricole commune est centré sur le développement rural.

#### Échelle nationale et collectivités territoriales
Le système de la péréquation territoriale a pour but de favoriser l’égalité entre les territoires. La lutte contre la pauvreté intègre cependant rarement la variable rurale car les prestations sociales (comme le revenu de solidarité active, qui est géré par les départements) sont versées en fonction des revenus dans le cadre de la solidarité nationale.
Les régions, départements et communes peuvent néanmoins mettre en place diverses mesures d'intervention sociale du fait de la décentralisation. La population agricole bénéficie, avec la Mutualité sociale agricole, d'un régime de protection sociale autonome mais, sur les territoires, les collectivités locales (et en particulier les Conseils départementaux) ont également œuvré en faveur de permanences où se rendent des travailleurs sociaux. Elles ont mis en place des espaces d'accueil en vue d'assurer un meilleur accès aux services et aux prestations. Des centres communaux d'action sociale existent au niveau communal et, se structurent actuellement, parfois même au niveau intercommunal. Des maisons de santé ont été également créées dans un certain nombre de bourgs et de cantons ruraux.

### Solidarités
Estimer l'ampleur solidarités dans un espace rural est rendu difficile par le fait qu’aucune mesure n’est effectuée sur ce sujet. Néanmoins, les solidarités de voisinage, de connaissances, familiales sont à prendre en considération.
Certains systèmes relevant de l’économie sociale et solidaire, comme les circuits courts dans le cadre de l’agriculture — comme les AMAP (Association pour le maintien d’une agriculture paysanne) ou les systèmes d’échange locaux (SEL) — jouent ainsi un rôle dans la revitalisation des espaces ruraux fragiles.
Sur les territoires, des associations d'éducation populaire peuvent jouer un rôle en direction des habitants et en particulier des personnes âgées, des enfants et des jeunes en vue d'assurer des animations culturelles et de soutenir des démarches participatives favorisant le lien social. Des bénévoles d'associations comme le Secours populaire français, le Secours catholique ou les Restos du cœur tiennent des permanences (ou mettent en place des services itinérants) afin de venir en aide aux plus démunis et apporter des secours ponctuels. Des services à la personne accompagnent les personnes âgées dépendantes ou en situation de handicap qui ne sont pas hébergées en établissement avec notamment la présence de l'ADMR.